# Tailevu
Tailevu é uma das cinco províncias da Divisão Central, das Fiji. Faz parte de um conjunto de oito províncias que dividem a ilha de Viti Levu. A principal cidade da província é Nausori, com uma população de 21.645 habitantes de acordo com o censo de 1996.

## Distritos
A província de Tailevu é constituída por oito distritos:
- Bau
- Matailobau
- Naco
- Nakelo
- Sawakasa
- Verata
- Wainibuka
- Wainimala